# Evan Fournier
Evan Fournier (ur. 29 października 1992 w Saint-Maurice) – francuski koszykarz, grający na pozycji rzucającego obrońcy, reprezentant kraju, obecnie zawodnik Olympiakos BC.
W drafcie NBA w 2012 roku został wybrany z 20 numerem przez Denver Nuggets. 26 czerwca 2014, wraz z prawami do 56. wyboru w drafcie 2014 (Roy Devyn Marble) przeszedł w ramach wymiany do Orlando Magic w zamian za Arrona Afflalo.
25 marca 2021 trafił w wyniku wymiany do Boston Celtics. 17 sierpnia 2021 dołączył do New York Knicks.

## Osiągnięcia
Stan na 18 sierpnia 2021, na podstawie, o ile nie zaznaczono inaczej.

### Reprezentacja
Seniorów
- Wicemistrz olimpijski (2020)[8]
- Brązowy medalista mistrzostw:
  - świata (2014, 2019)
  - Europy (2015)
- Zaliczony do I składu mistrzostw świata (2019)[9]
- Uczestnik mistrzostw Europy (2015, 2017 – 12. miejsce)
- Współlider igrzysk olimpijskich w skutecznosci rzutów wolnych (2024 – 100%)[10]

Młodzieżowe
- Wicemistrz Europy U-18 (2009)
- Brązowy medalista mistrzostw Europy U-20 (2011)
- Zaliczony do I składu mistrzostw Europy:
  - U-18 (2009)
  - U-20 (2011)
- Uczestnik Nike Hoop Summit (2011)
- Lider Eurobasketu U-20 w przechwytach (2011)

### Indywidualne
- Uczestnik meczu gwiazd francuskiej ligi LNB Pro A (2011)
- 2-krotny laureat nagród:
  - French League Rising Star - Wschodząca Gwiazd Ligi Francuskiej (2011, 2012)
  - French League Most Improved Player - Największy Postęp Ligi Francuskiej (2011, 2012)